# Narcisisme
El narcisisme és l'amor excessiu cap a un mateix, que fa que l'orgull cegui la valoració real i menyspreï els altres. Ha estat catalogat com una malaltia mental, tot i que en poca proporció és un tret de la personalitat de tots els individus. Forma part de l'anomenada tríada fosca. La paraula prové del personatge mitològic de Narcís, un jove bellíssim insensible a l'amor de les dones que va morir en ofegar-se, admirant el seu propi reflex en una font. Es va metamorfosar en la flor del mateix nom.

## Característiques
La persona narcisista té un autoconcepte equivocat d'ella mateixa, que li provoca una manca d'empatia amb la resta, ja que es considera superior o més important i en conseqüència no presta l'atenció deguda als altres. Presenta una hipersensibilitat a les crítiques, que sempre considera infundades o fruit de l'enveja i valora les relacions socials segons el grau de reconeixement que facin de la seva vàlua. El narcisista no pateix remordiments o vergonya quan actua malament, ja que sempre troba justificació per a les seves accions i sovint demostra el seu egoisme amb paraules o actes.

## Tipus de narcisisme
Diversos estudiosos han classificat els tipus de comportament narcisista. En primer lloc cal distingir entre el narcisista exhibicionista o clàssic i el narcisista introvertit, que busca constantment l'aprovació aliena sense expressar-ho perquè considera que la mereix i que es relaciona fortament amb el complex d'inferioritat. Segons Theodore Millon també cal diferenciar si la persona presenta o no trets paranoics. El moment en què es desenvolupa el trastorn també afecta a la seva classificació: la majoria de narcisismes sorgeixen durant la infantesa o l'adolescència, quan es forja el caràcter, però hi ha un tipus que està lligat al suposat èxit en la vida i que apareix en persones de mitjana edat de bona posició econòmica, que es vanten justament de l'estatus adquirit. Per acabar, quan el narcisisme no s'aplica només a un individu sinó a un grup (un etnocentrisme exagerat) s'anomena narcisisme col·lectiu i està a l'origen de diverses formes de discriminació social, com el racisme.